# رستم عمروف
رستم عمروف (بالأوكرانية: Рустем Умєров) هو سياسي أوكراني ولد في (19 أبريل 1982) وزير الدفاع لأوكرانيا منذ (3 سبتمبر 2023)